# Jiří Šimáček (spisovatel)
Jiří Šimáček (* 23. prosince 1967 Brno) je český spisovatel.

## Život
Vystudoval dějiny umění na Masarykově univerzitě. Žil ve Francii.
Jeho manželkou je právnička Kateřina Šimáčková.

## Dílo
- Deník krále, 2007 – drama
- Snaživky, 2009 – novela
- Charakter, 2012 – román
- Malá noční žranice, 2014 – román